# 岩国市営由宇バス
岩国市営由宇バス（いわくにしえいゆうバス）は、山口県岩国市で岩国市由宇総合支所（旧・由宇町）地域振興課が運行する自治体バスである。運行業務を防長交通平生営業所に委託している。

## 歴史
- 2006年3月20日：岩国市、玖珂郡由宇町、玖珂町、本郷村、周東町、錦町、美川町、美和町が新設合併し、改めて岩国市が発足したことに伴い、由宇町営バスから岩国市営由宇バスへ改称。
- 2009年4月1日：岩国市生活交通バスの発足に伴う運行主体の再編対象から外れる[1]。

## 現行路線
笠塚カープ練習場前・相地方面
- 笠塚カープ練習場前 - 大原 - 老人福祉センター前 - 由宇温泉 - 寺迫 - 由宇中学校前 - 由宇駅前 - 千鳥ヶ丘中 - 静華保育園前 - 有家 - 神代駅前 - 相地

※大原バス停は、岩国市外（柳井市日積大原）にある。
※有家 - 神代駅前、由宇温泉 - 由宇駅前、および、由宇駅前 - 千鳥ヶ丘中の区間には、かつて岩国市交通局（→#関連項目）の路線が存在した。
舟木線
- 由宇駅前 - 静華保育園前 - 舟木

※日曜・祝日は運休。笠塚カープ練習場前方面との直通便が若干あり。